# Грудинка (отруб)

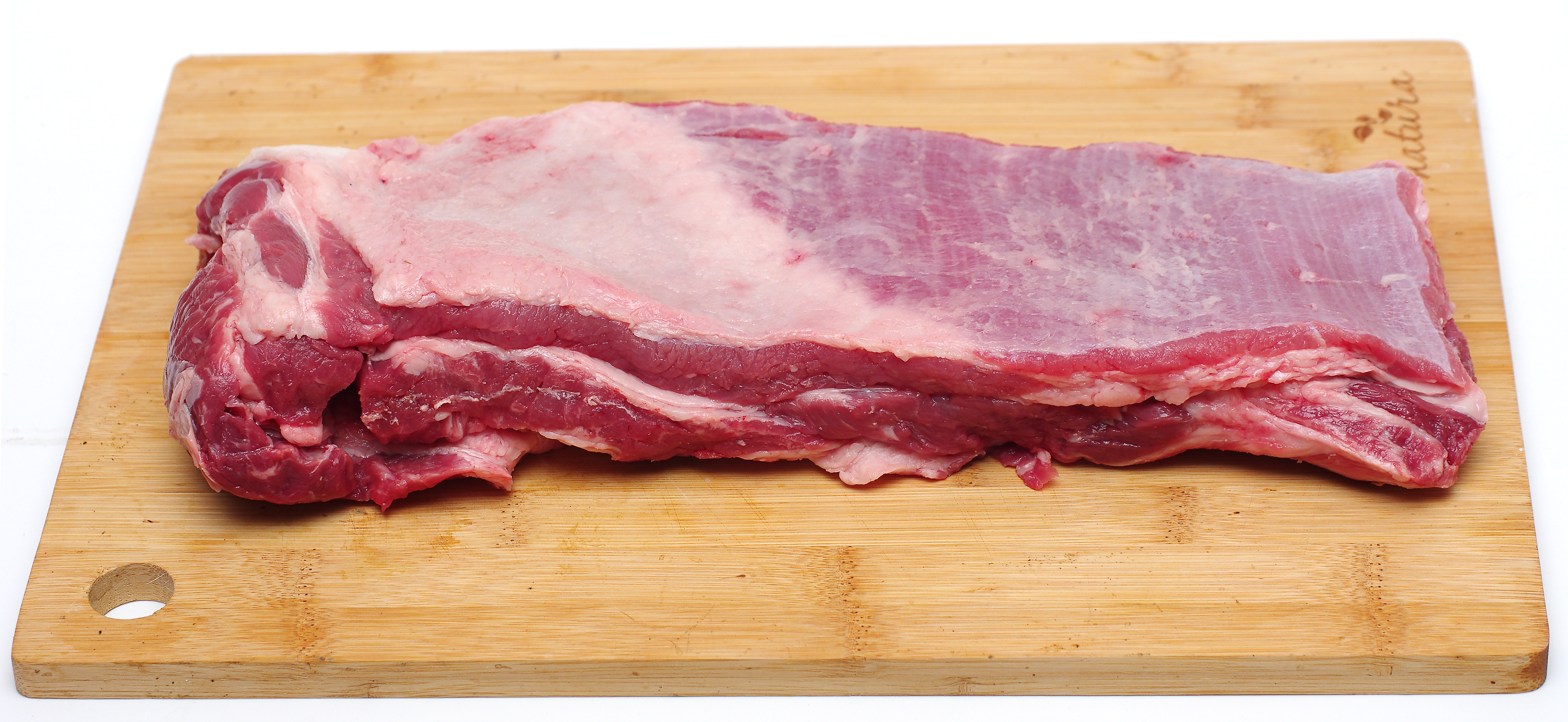
Говяжья грудинка

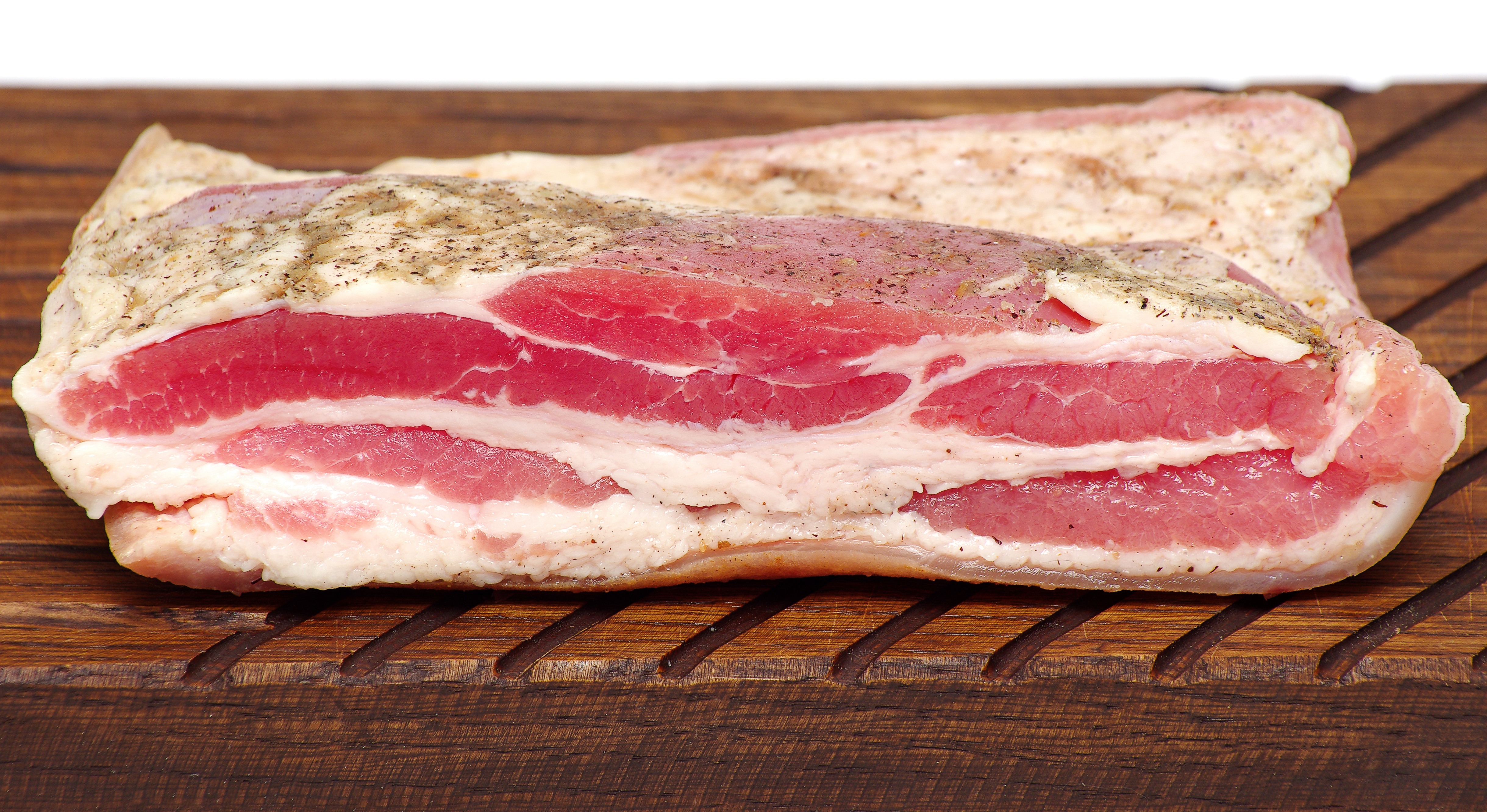
Грудинка свиная солёная — продукт переработки отруба

Грудинка (отруб) — мясо первой категории со значительной жировой прослойкой, располагающееся поверх рёбер туши. 
У туши говядины — мышцы, отделённые от грудной кости, грудных хрящей и нижней трети рёбер (с 1-го по 5-е ребро). 
У свинины — часть полутуши с рёбрами (включает мышцы грудную поверхностную, грудную глубокую и другие), оставшаяся после отделения корейки, без грудной кости, межсосковой и паховой частей. 
Грудинка баранины — оставшаяся после отделения корейки часть туши с рёбрами без грудной кости и грубой части пашины, включает в себя грубую поверхностную, грудную и другие мышцы.
Перед приготовлением отруб разделывают на переднюю и заднюю части и саму грудинку. Крупные части говяжьей грудинки подходит для варки, тушения, мелкие — для гуляша или приготовления первых блюд (борщ, харчо). Свиная грудинка подходит для запекания, а также копчения.
Говяжья грудинка является твёрдым мясом, поэтому для смягчения её маринуют или запекают достаточно долгое время при небольшой температуре, или предварительно отваривают, а затем охлаждают, панируют и используют для жарки.
Свиная грудинка используется для жарки в фаршированном виде, варки, тушения мелкими кусками, в промышленном производстве используется при приготовлении колбас (копчёных и сыровяленых), различных свинокопчёностей, фаршевых консерв.

## Положение грудинки в туше
В разных странах, государствах и регионах применяются различные схемы разделки туши исходя из кулинарных и культурных особенностей в конкретной стране, государстве и даже в регионе. Поэтому положение грудинки на туше может меняться, затрагивая то больший объём, то немного другое положение.

Схемы разделки говяжьей туши в некоторых странах, государствах и регионах, положение грудинки
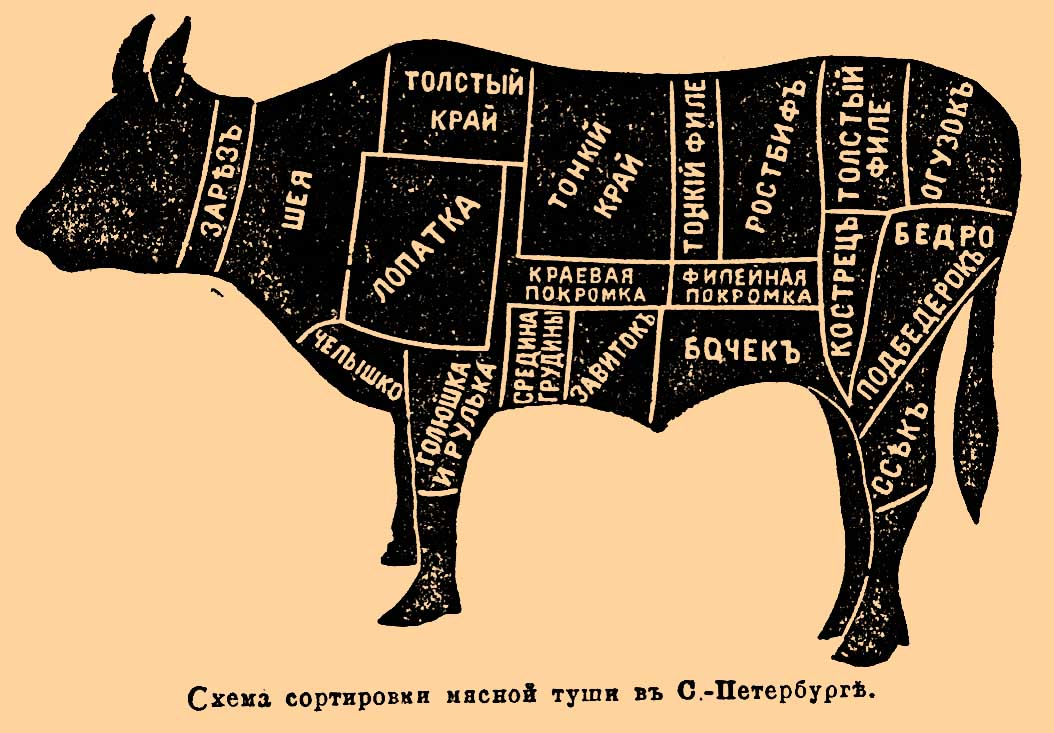
Схема сортировки мясной туши КРС в Санкт-Петербурге, Российской империи, иллюстрация в ЭСБЕ — грудинка это «челышко»
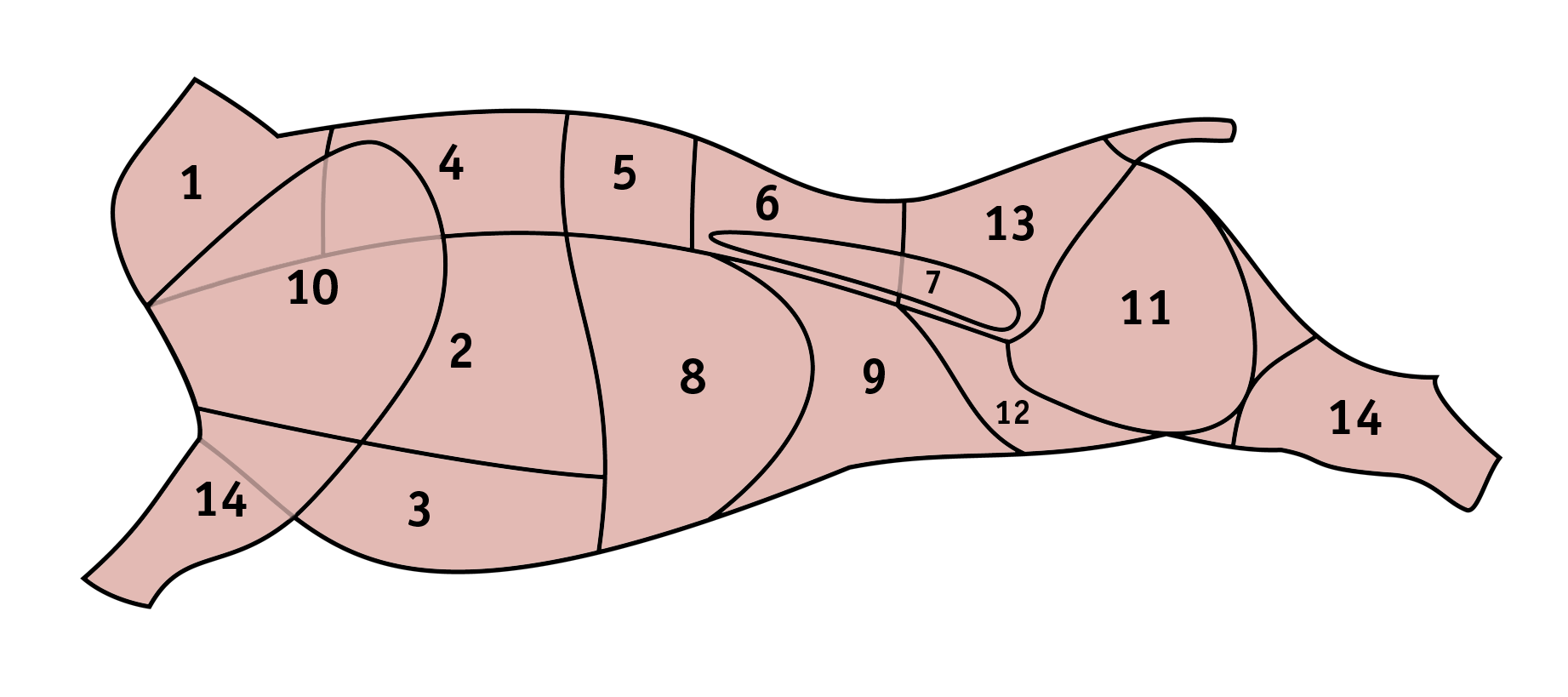
Схема разделки туши животного в России и республиках бывшего Союза ССР, а равно большей части Германии 3 — «челышко», грудинка
Великобритания — отмечена голубым
Соединённые Штаты Америки — грудинка обозначена серо-голубым